# Sound
Sound, engelska för "ljud", är kategoriseringen av hur olika musik låter, till exempel vilka musikinstrument som är vanliga.

## Vanliga sound

### Country
- Nashvillesoundet

### Grunge
- Seattlesoundet

### Pop
- Beatlessoundet
- Abbasoundet